# Самохваловка (Башкортостан)
Самохваловка (баш. Самохвалов) — деревня в составе городского округа город Уфа, находящаяся в Фёдоровском сельсовете, подчинённом Калининскому району .

## История
Существует официально с 1992 года, когда была включена в Фёдоровский сельсовет Уфимского района, в том же году переданный в состав города Уфы
С 2007 года планируется возведения жилого района Елкибаево — Федоровка — Самохваловка в Калининском районе на земельном участке ориентировочной площадью 2650 га городских земель. Уфимцам предложено придумать названия улиц в новом микрорайоне

## Население
1. Н/Д[7]

В деревне живёт 43 постоянных жителя: 61 % русских, 30 % татар (по данным переписи 2002 года).

## Улицы
- Полынка;
- Просторная;